# مهدی فخرالدین
محمدمهدی فخرالدین، متولد ۳ دسامبر ۱۹۸۳، بازیگر اهل لبنان است.

## فیلمشناسی

### مجموعه تلویزیونی
- ساخت ایران ۱ (۲۰۱۲) در نقش «پی‌یِر»
- عین الجوزة (۲۰۱۵) در نقش «حمزه»
- حکم الهوی (۲۰۱۷) در نقش «نضال»
- فخامة الشک (۲۰۱۸)
- عندی قلب (۲۰۱۸) در نقش «علاء»
- بوح السنابل (۲۰۱۸) در نقش «حاج رضا»
- صمت الحب (۲۰۱۹)
- هوا أصفر (۲۰۱۹) در نقش «نبیل»
- مرایا الزمن (۲۰۲۰) در نقش «حسام»
- أولاد آدم (۲۰۲۰) در نقش «زکریا»

### برنامه تلویزیونی
مستندمسابقه هفت روز هفت ساعت (۱۳۹۶) به عنوان شرکت کننده در مسابقه

### سینمایی
- شهاب من نور (۲۰۱۲)
- زهرة فؤادی (۲۰۱۳)
- أغانی بلادی (۲۰۱۴)
- ملح التراب (۲۰۱۴) در نقش «حسن سالم»
- السر المدفون (۲۰۱۵)